# Oleg Wierietiennikow
Oleg Aleksandrowicz Wierietiennikow (ros. Олег Александрович Веретенников; ur. 5 stycznia 1970 w Rewdzie) – rosyjski piłkarz, grający na pozycji napastnik lub pomocnika, reprezentant Rosji, trener piłkarski.

## Kariera piłkarska

### Kariera klubowa
Jest wychowankiem Szkoły Piłkarskiej w Rewdzie. W wieku 12 lat przeszedł do DJuSSz "Urałmasz". Karierę rozpoczął w 1986 w Urałmaszu Swierdłowsk, który występował w Drugiej Lidze ZSRR. Występował również w filialnych klubach Uralmaszu - Uralec Niżny Tagił i MCOP-Metałłurg Swierdłowsk. W latach 1989 w ramach odbywania służby wojskowej został powołany do CSKA Moskwa, a następnie oddelegowany do SKA Rostów nad Donem. Po zakończeniu służby wojskowej w 1991 powrócił do Urałmaszu Swierdłowsk, który wówczas awansował do Pierwszej Ligi ZSRR. Rok później przeszedł do Rotoru Wołgograd, w którym występował przez osiem sezonów. W 2000 wyjechał za granicę, krótko bronił barw klubów Aris FC i Lierse SK. Po powrocie do Rosji został piłkarzem Sokoła Saratów. Kolejnymi klubami w jego karierze były SKA Rostów nad Donem, Lisma-Mordowia Sarańsk, Urałan Elista, Żenis Astana, ponownie Rotor Wołgograd, Irtysz Pawłodar oraz FK Astana. W 2009 bronił barw FK Wołgograd.

### Kariera reprezentacyjna
W latach 1996–1997 występował w reprezentacji Rosji.

## Kariera trenerska
W lutym 2010 po otrzymaniu licencji trenerskiej kategorii B postanowił rozpocząć karierę trenerską. Na początek objął stanowisko asystenta głównego trenera FK Wołgograd.

## Sukcesy i odznaczenia

### Sukcesy klubowe
- wicemistrz Rosji: 1993, 1997
- brązowy medalista Mistrzostw Rosji: 1996
- finalista Pucharu Rosji: 1995
- finalista Pucharu Intertoto: 1996

### Sukcesy reprezentacyjne
- zwycięzca Międzynarodowych Mistrzostw drużyn wojskowych: 1989 (Wietnam)

### Sukcesy indywidualne
- członek klubu najlepszych strzelców Rosji – 1. miejsce (206 goli). 30 marca 2008 strzelił 200 gola[2].
- członek klubu najlepszych strzelców ZSRR
- król strzelców Mistrzostw Rosji: 1995, 1997, 1998
- najlepszy strzelec w historii Rosyjskiej Premier Ligi
- najlepszy strzelec w historii Pucharu Rosji
- rekordzista Rosyjskiej Premier Ligi w strzelonych bramkach w sezonie (25 goli w 1995).
- najlepszy piłkarz Rosji (według Sport-Ekspres): 2. miejsce (1993, 1995, 1996, 1997) i 3. miejsce (1998)
- wybrany do listy 33 najlepszych piłkarzy Rosji: jako nr 1 (1993, 1995, 1996, 1997, 1998) jako nr 3 (1994)
- najlepszy pomocnik Pierwszej dywizji: 2003
- najlepszy zawodnik i pomocnik Drugiej dywizji (strefa południowa): 2005
- laureat nagrody "Honorowa gra" im. Fiodora Czerienkowa: 1998
- król strzelców Drugiej ligi ZSRR, strefy centralnej: 1990
- rozegrał 10 sezonów w Rosyjskiej Premier Lidze: 1992—1999, 2001—2002